# Rio Pardinho (vattendrag i Brasilien, Rio Grande do Sul)
Rio Pardinho är ett vattendrag i Brasilien.   Det ligger i delstaten Rio Grande do Sul, i den södra delen av landet, 1 600 km söder om huvudstaden Brasília.
Trakten runt Rio Pardinho består till största delen av jordbruksmark. Runt Rio Pardinho är det ganska glesbefolkat, med 32 invånare per kvadratkilometer.